# Philip Heyman
Philip Wulff Heyman (n. 15 noiembrie 1837, Copenhaga, Danemarca – d. 15 decembrie 1893, Copenhaga, Danemarca) a fost un industriaș evreu danez care a devenit cunoscut în calitate de cofondator (1873) și director general (1880–1893) al fabricii de bere Tuborg⁠(d). El a fost, de asemenea, un pionier al exporturilor daneze de unt și produse din carne în Regatul Unit.

## Biografie

### Tinerețea
Familia evreiască Heyman a migrat în jurul anului 1750 din orașul german Essen în Danemarca și s-a stabilit la Copenhaga. Membrii familiei erau inițial meșteșugari și se ocupau cu prelucrarea aurului, producând fire de aur care erau folosite ulterior la decorarea broderiilor sau a articolelor de vestimentație. Această tradiție a continuat până la începutul secolului al XIX-lea când Wulff Philip Heyman (1794–1866) a vândut majoritatea bunurilor familiei și a început să se ocupe cu comerțul produselor manufacturiere, obținând un mare succes. A încercat mai multe afaceri (inclusiv schimbul de bani) și a acumulat o avere însemnată de pe urma tranzacțiilor imobiliare, făcând ca familia Heyman să devină una dintre familiile prospere de comercianți evrei din Danemarca.
Philip Heyman s-a născut la 5 noiembrie 1837 în orașul Copenhaga, ca fiu al negustorului Wulff Philip Heyman și al celei de-a doua soții a acestuia, Jacobine Meyer (1812–1873). A avut cinci frați și surori, printre care s-a numărat viitorul om de afaceri și filantrop Isaac Wulff Heyman⁠(d) (1818–1884). Familia sa avea în acea vreme o situație economică prosperă și locuia într-o clădire luxoasă din piața centrală Nytorv⁠(d) (aflată atunci la nr. 89). Evreii din Copenhaga duceau o viață pașnică, nu erau supuși persecuțiilor rasiale și plății unor taxe speciale, ca în alte locuri ale Europei, și aveau drepturi egale cu cele ale populației creștine, inclusiv dreptul la o căsătorie mixtă. Traiul izolat în cartiere proprii și practicarea unor obiceiuri diferite de cele ale majorității populației îi făceau pe evrei să fie percepuți în continuare de oamenii obișnuiți ca „străini”.
Tânărul Philip a crescut într-un mediu evreiesc ortodox în care obiceiurile evreiești precum respectarea Șabatului și mersul regulat la sinagogă erau urmate cu strictețe. A urmat cursurile Melchiors Borgerskole, o școală particulară destinată băieților proveniți din familiile de negustori și meșteșugari. Școlarizarea lui s-a încheiat în anul 1853, iar Philip a fost angajat în același an de firma de coloniale M.C. Levysohn. Compania a dat însă faliment în 1857, iar Philip a fost nevoit să-și caute un nou loc de muncă, dar a fost atras să intre în afaceri într-o perioadă în care începuse să se manifeste la Copenhaga o creștere a numărului antreprenorilor evrei.

### Cariera profesională

#### Procesarea cărnii de porc

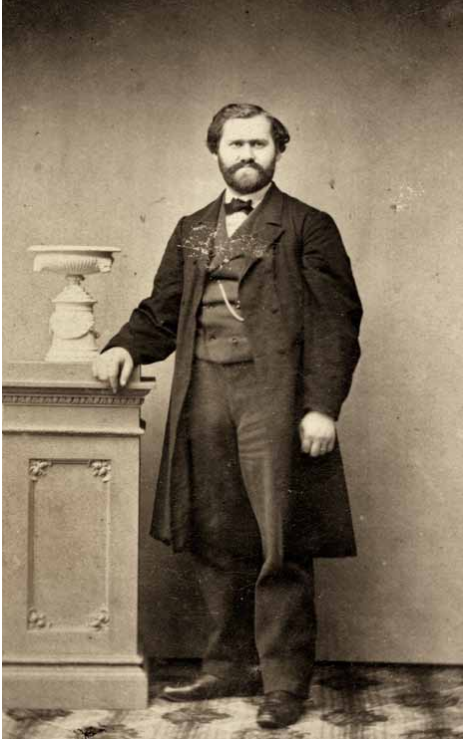
Philip Heyman la vârsta de 30 de ani

În anul 1858 Heyman a început să lucreze ca broker de mărfuri⁠(d) și a înființat, împreună cu un partener care s-a retras câțiva ani mai târziu, o firmă proprie care se ocupa cu intermedierea comerțului de cereale, unt și alte produse alimentare. În 1861 a obținut licența de angrosist (grosserer), care-i permitea să desfășoare în nume propriu activități de comerț angro pe teritoriul Danemarcei. Afacerea lui Heyman a crescut considerabil începând din 1862, odată cu deschiderea unei linii de transport cu vapoare cu aburi din Copenhaga către Anglia și Scoția. Heyman a început să exporte unt danez în Marea Britanie și apoi, în 1864, a devenit primul comerciant danez care a ambalat untul în cutii ermetice din tablă și l-a expediat către alte țări din portul Copenhaga, contribuind astfel la dezvoltarea comerțului exterior al Danemarcei prin porturile autohtone (în loc să folosească portul Hamburg așa cum se făcea până atunci).
S-a asociat apoi cu compania H. Puggaard & Co.⁠(d) și a înființat în 1866 abatorul Kjøbenhavns Svineslagteri din Copenhaga, care era specializat în achiziționarea și sacrificarea porcilor, precum și în exportul de carne de porc pentru piața britanică. Abatorul era situat pe Strandboulevarden⁠(d) nr. 134 din districtul nordic Østerbro⁠(d) și a fost inaugurat la doar un an după ce prima unitate de acest gen din Copenhaga a fost deschisă în zona Bodenhoffs Plads⁠(d) din cartierul Christianshavn⁠(d). Afacerea s-a dezvoltat rapid, iar Heyman, care a preluat afacerea ca unic proprietar la sfârșitul anilor 1870, a devenit ulterior unul dintre cei mai mari exportatori de carne de porc din Danemarca.
Creșterea masivă a exporturilor daneze de carne de porc l-au determinat pe Heyman să-și extindă afacerea în anii 1880 prin construirea sau achiziționarea mai multor abatoare. Astfel, el a deschis în anul 1883 două abatoare noi în orașele Varde (Varde Svineslagteri, 15 iunie 1883) și Assens (Fyns Svineslagteri, 20 octombrie 1883) și a încheiat la 12 decembrie 1884 un parteneriat cu întreprinzători suedezi pentru construirea și exploatarea abatorului Engelska Svineslagteriet („Abatorul de porci englezesc”) din Malmö, urmat mai târziu de deschiderea unei sucursale mai mici în orașul Tomelilla din comitatul Skåne. În paralel cu deschiderea de abatoare noi, Heyman a achiziționat abatorul din Maribo (Maribo Svineslagteri), precum și pachete semnificative de acțiuni la abatoarele din Aalborg (Aalborg Svineslagteri), Hjørring (Hjørring Svineslagteri), Vejle (Vejle Amts Svineslagteri) și Skælskør (Skjelskør og Omegns Svineslagteri). El a desfășurat o activitate considerabilă pentru îmbunătățirea raselor de porci din Danemarca pentru a răspunde cererilor de pe piața engleză a cărnii de porc și l-a promovat pe Martin Dessau⁠(d), pe care l-a numit directorul abatorului din Assens.
În anii 1890–1891 a înființat, împreună cu parteneri britanici, un abator de porci în orașul Waterford din Irlanda, dar s-a retras apoi din cauza faptului că afacerea nu a funcționat potrivit așteptărilor. Începând cu sfârșitul anilor 1880, Heyman a depus eforturi pentru fuziunea tuturor abatoarelor daneze, atât particulare, cât și cooperatiste, într-o singură companie, A/S De danske Svineslagterier, în scopul reglementării condițiilor de producție și export, iar după câțiva ani i s-a alăturat C. F. Tietgen⁠(d), care inițiase deja fuziuni similare în cadrul altor industrii, dar, în ciuda implicării lui Peter Bojsen⁠(d), fondatorul primului abator cooperatist de porci din țară, cooperativele nu au fost convinse de avantajele fuziunii și au ajuns, în cele din urmă, să-și creeze propria companie sub numele Slagteriselskabet Danmark, care a preluat modelul propus de Heyman și Tietgen.

#### Producerea berii

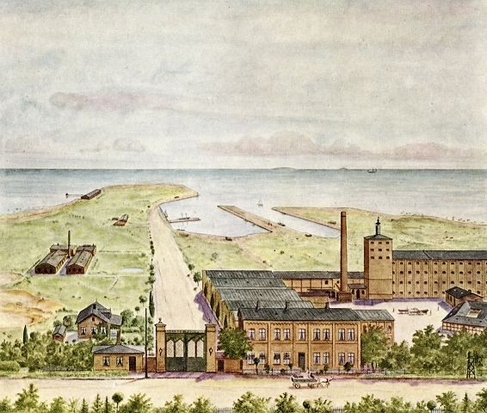
Fabrica de bere Tuborg în jurul anului 1880

Heyman s-a asociat în anul 1873 cu industriașul și bancherul C. F. Tietgen⁠(d), comerciantul angrosist Rudolph Puggaard și avocatul Gustav Brock⁠(d) și au cumpărat în parteneriat cu suma de 100.000 de rigdaleri⁠(d) un teren aflat în zona portului Tuborg Havn⁠(d) din suburbia Hellerup⁠(d) de pe coasta de nord a Copenhagăi. Cei patru nu aveau planuri speciale cu privire la utilizarea acelui teren, dar au presupus că amplasarea sa îl făcea potrivit unor scopuri industriale și, după câteva luni de discuții, au decis să demareze acolo un proiect industrial major și să construiască trei fabrici: o fabrică de îngrășăminte și acid sulfuric, o fabrică de bere⁠(d) și o fabrică de sticlă. Astfel, ei au fondat în 13 mai 1873 societatea pe acțiuni Tuborgs Fabrikker, cu un capital social de 1 milion de rigdaleri.
În urma unor dezacorduri cu privire la conducerea companiei, Heyman a demisionat din consiliul de administrație în anul 1875, dar a revenit în 1880 în funcția de director general și președinte al consiliului de administrație, ca urmare a faptului că întreprinderea intrase în declin sub conducerea lui Leopold Damm⁠(d). Toate cele trei fabrici înregistraseră pierderi în acești ani din cauza strategiei de afaceri greșite și a confruntării cu o concurență acerbă. Cei patru asociați hotărâseră inițial să producă bere bavareză pentru export, dar această idee a fost una nepotrivită, iar fabrica de bere nu a avut profit în primii ani. În schimb, fabrica de bere concurentă Carlsberg Bryggerier s-a concentrat asupra pieței interne și a obținut venituri mari.
După preluarea conducerii companiei, Heyman a adoptat o nouă strategie de afaceri: a închis fabrica de îngrășăminte și acid sulfuric și fabrica de sticlă, care nu erau profitabile, și s-a concentrat pe dezvoltarea fabricii de bere, orientându-se către piața internă și renunțând la export. A rămas director până în anul 1893, când a murit, și a reorganizat în această perioadă întreaga companie, transformând-o într-una dintre cele mai mari și mai respectate fabrici de bere din Danemarca cu sortimente cunoscute precum Rød Tuborg⁠(d) (lansat în 1875) și Grøn Tuborg⁠(d) (lansat în 1880). În această perioadă, el a reușit să dubleze vânzările berii Tuborg pe piața daneză, în ciuda concurenței acerbe generate de expansiunea rapidă a companiei Carlsberg Bryggerier.
Creșterea vânzării berii Tuborg s-a datorat unei strategii inovatoare de producție și distribuție: introducerea pe piață a berii îmbuteliate în sticle și distribuirea ei directă către magazinele de vânzare cu amănuntul și nu către proprietarii de restaurante și baruri (care cumpărau în acea vreme bere în butoaie). Heyman s-a orientat, de asemenea, către producția de bere pilsner, care nu era berea lager dominantă în acea vreme pe piața daneză, iar acest tip de bere s-a răspândit rapid și a acaparat treptat o cotă de piață tot mai mare. Astfel, ca urmare a modificării preferințelor consumatorilor, berea Tuborg a reușit să-și consolideze importanța pe piața locală din Danemarca.
Expansiunea rapidă a companiei Carlsberg și creșterea cotei de piață a companiei Tuborg au creat presiuni pe piața națională a berii și au impus încă din anii 1880 necesitatea regrupării companiilor pentru a putea supraviețui. Astfel, la inițiativa lui C. F. Tietgen, câteva fabrici de bere mai mici au fuzionat în 1891 și au format De forenenede Bryggerier⁠(d), care a fuzionat apoi în anul 1894 cu compania Tuborg. În paralel cu consolidarea afacerii, Tuborg a inițiat un program extins de modernizare a producției, prin introducerea inovațiilor tehnice apărute în anii 1890, care au plasat-o pe o poziție de egalitate cu principala sa concurentă, Carlsberg, și au deschis calea încheierii acordului din 1903 între cele două mari companii daneze.

### Viața personală

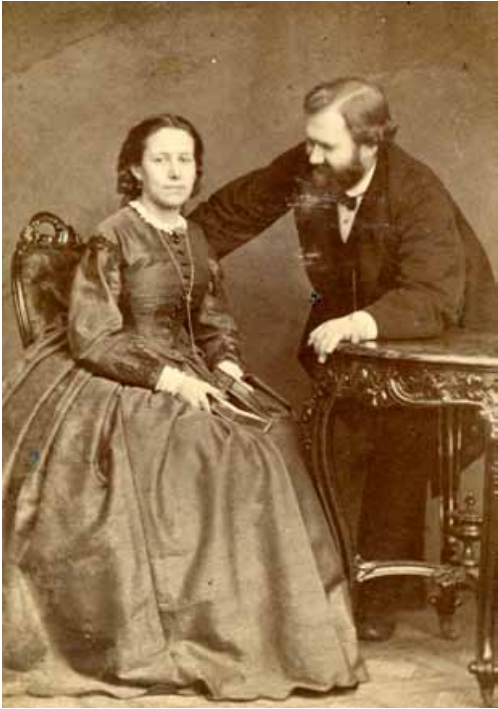
Philip și Hanne Heyman

Philip Heyman s-a căsătorit în 9 iulie 1862 la Copenhaga cu Hanne Emilie Adler (28 februarie 1839, Copenhaga – 31 ianuarie 1917, Copenhaga), fiica vopsitorului⁠(d) David Simon Adler (1804–1869) și a Wilhelminei Meyer (1807–1878). El avea atunci vârsta de 25 de ani și era deja un bărbat bogat, în timp ce familia soției sale nu era nici pe aproape la fel de prosperă ca familia Heyman. Cei doi soți au locuit la început într-un apartament mare și luxos de pe strada centrală Store Kongensgade⁠(d) nr. 11, iar în anul 1870 s-au mutat în vila Kristianslund de pe strada Strandvejen (aflată atunci la nr. 11). Proprietatea familiei Heyman era situată pe o suprafață de trei acri și conținea, în afara vilei, un parc pentru călărie, o grădină de legume, un rozariu și un teren de tenis. La rândul ei, vila Kristianslund era destul de încăpătoare și avea 19 camere, printre care un vestibul, o cameră de primire a oaspeților, un cabinet de lucru, o sală de muzică, un salon cu vedere spre grădină, o sufragerie, o cameră destinată bărbaților, o cameră pentru servirea mesei și o cămară. Podelele vilei erau acoperite cu numeroase covoare, iar pe pereți atârnau tablouri originale pictate de artiști cunoscuți ai vremii, precum Peder Severin Krøyer și Christoffer Wilhelm Eckersberg.
Soții Heyman au avut împreună 10 copii, dintre care nouă au trecut de vârsta copilăriei. În ciuda faptului că l-a batjocorit adesea pe fondatorul companiei Carlsberg, J. C. Jacobsen, pentru relația sa tensionată cu fiul său, Carl⁠(d), Philip Heyman și-a crescut copiii foarte strict și s-a manifestat ca un bărbat autoritar atât în relațiile cu familia sa, cât și cu angajații săi, impunând disciplină și punctualitate și netolerând risipa. Comportamentul său conservator s-a răsfrânt adesea asupra familiei. Astfel, copiii nu aveau voie să vorbească sub nicio formă în timpul mesei, trebuiau să-și prezinte zilnic temele școlare și să justifice folosirea banilor de buzunar și, în general, trebuiau să arate un mare respect tatălui lor.
Industriașul a avut o relație tensionată inclusiv cu propriul său fiu Aage Philip⁠(d) (1869–1960), care a preluat ulterior conducerea afacerilor familiei. Copiii se temeau de tatăl lor, fiind pedepsiți mereu când făceau o poznă sau obțineau o notă proastă la școală, iar Aage Philip l-a descris astfel: „Severitatea lui avea caracter de tiranie, iar metoda lui de creștere era asemănătoare cu cea cu care fusese crescute generațiile anterioare.”. Pe măsură ce copiii creșteau, au avut loc adesea conflicte majore între tată și copii și i s-a reproșat tatălui că ar fi o persoană conservatoare. În urma unei astfel de confruntări, Aage Philip, care avea atunci vârsta de 20 de ani, a plecat brusc la Chicago și nu a mai vorbit timp de șase luni cu tatăl său. Cu toate acestea, Heyman era un tată iubitor care se interesa mereu de copii în scrisorile pe care le trimitea familiei atunci când era plecat în călătorii, organiza adesea petreceri de familie pentru copiii săi și prietenii lor, aducând uneori orchestre care să cânte, și se îngrijea de viitorul urmașilor săi.
Poziția socială a evreilor din Copenhaga s-a îmbunătățit în a doua jumătate a secolului al XIX-lea, ca urmare a creșterii numărului de evrei care s-au integrat în societatea daneză. Heyman, un imigrant evreu din a treia generație, a început să se considere danez și să nu mai respecte obiceiurile religioase stricte moștenite din familie. Astfel, spre deosebire de strămoșii săi, mânca adesea carne de porc și mergea la Bursă în ziua Șabatului, dar continua să postească de Iom Kipur și să meargă la sinagogă în sărbătorile mari. A donat, de asemenea, mari sume de bani comunității evreiești din Copenhaga și a plătit de unul singur cheltuielile necesare cumpărării unei orgi noi pentru congregația de pe strada Krystalgade⁠(d). Într-un interviu acordat unui cotidian contemporan, Heyman își exprima cu mândrie această dublă apartenență: „Sunt evreu și sunt danez – și cu cât pot avea mai des ocazia să-mi mărturisesc credința și naționalitatea mea, cu atât sunt mai fericit!”. Susținea ridicarea nivelului de trai al evreilor danezi și se opunea căsătoriilor mixte, întristându-se atunci când a aflat că un partener de afaceri s-a căsătorit cu creștină.

### Moartea

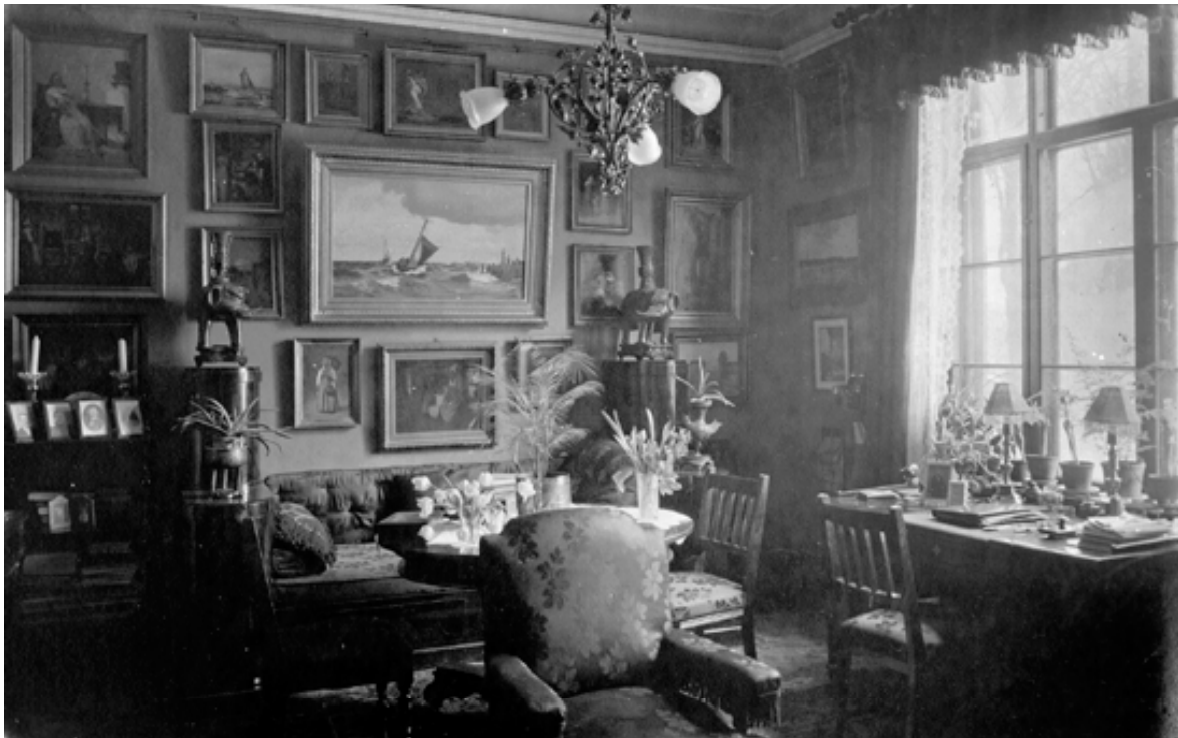
Casa lui Heyman din Kristianslund

În cursul vieții sale, Philip Heyman a adunat o avere considerabilă, dar a conștientizat, de asemenea, că are un rol social. A construit locuințe pentru angajații săi, s-a îngrijit ca muncitorii de la fabrica de bere să aibă suficient timp liber și a donat sume mari de bani pentru activități caritabile. Ajutoarele sale financiare se îndreptau îndeosebi către așezămintele evreiești, deoarece considera că ajutorarea de către un evreu a unor așezăminte creștine ar fi un act scandalos. Cu toate acestea, în ciuda aparentei rezistențe față de ajutorarea așezămintelor caritabile neevreiești, Heyman a cheltuit anual în jur de 30.000 de coroane pentru angajamente sociale generale destinate persoanelor nevoiașe din districtul Østerbro⁠(d) precum oferirea unei mese calde zilnice, distribuția de alimente și combustibil în lunile de iarnă și funcționarea unei creșe și a unui adăpost pentru copii, conformându-se probabil unui trend existent în acea vreme în rândul cetățenilor bogați din Copenhaga.
Contribuția lui Heyman la dezvoltarea economiei Danemarcei a fost recunoscută prin decorarea sa cu Ordinul Dannebrog în grad de Cavaler în anul 1885 și acordarea titlului de etatsråd⁠(d) („consilier de stat” onorific) în 1892. Heyman a fost reprezentat într-un bust realizat de sculptorul Ludvig Brandstrup⁠(d) și portretizat în pictura Vizita monseniorului a lui Kristian Zahrtmann⁠(d) (1876–1878) și, printre oamenii de afaceri danezi implicați în tranzacțiile de la Bursa de Valori din Copenhaga⁠(d), în pictura monumentală de grup De la Bursa din Copenhaga⁠(d) (1895) a lui Peder Severin Krøyer.
Philip Heyman a murit la 15 decembrie 1893 și a fost înmormântat în Cimitirul Evreiesc de Vest⁠(d) din Copenhaga. A lăsat în urma sa o avere financiară importantă, o companie de procesare a cărnii de porc stabilă și o fabrică de bere în continuă expansiune. Funcția de director general al fabricii de bere a fost preluată, după moartea industriașului, de ginerele său, Benny Dessau⁠(d), soțul Paulei Heyman, sub conducerea căruia compania Tuborg a fuzionat cu De forenenede Bryggerier⁠(d) în anul 1894. Afacerile companiei Philip W. Heyman A/S au fost continuate de văduva sa, Hanne Emilie Heyman, născută Adler, căreia i s-a alăturat în 1894 fiul său Aage Philip Heyman⁠(d) (1869–1960) în calitate de coproprietar, iar compania de procesare a cărnii de porc a fost transformată în 1926, cu excepția unei sucursale din Melbourne, într-o societate pe acțiuni omonimă. Compania a vândut în anii 1890 abatoarele din Maribo și Tomelilla, iar alte cinci abatoare de porci înființate sau preluate de Heyman (Varde, Assens, Hjørring, Vejle și Skælskør) au fost transformate în 1897 în compania A/S De danske Svineslagterier, care a fost lichidată în anul 1920.
O altă fiică, Gerda Heyman⁠(d) (1868–1940), a fost sculptoriță și s-a căsătorit în anul 1905 cu pictorul Charles William Madvig (1874–1940). O a treia fiică, Jenny (n. 1873), s-a căsătorit cu pictorul Georg Seligmann⁠(d) (1866–1924). În prezent, o stradă din Hellerup (Philip Heimans Allé) poartă, începând din 1992, numele marelui industriaș danez din a doua jumătate a secolului al XIX-lea.